# Casa de Baldiri Vila i Ventura
La Casa de Baldiri Vila i Ventura és una obra de Tarragona protegida com a Bé Cultural d'Interès Local.

## Descripció
Edifici d'habitatges entre mitgeres amb planta baixa i tres pisos, dissenyat per l'arquitecte Francesc Barba i Masip al 1853. Ocupa una parcel·la molt regular que només permet col·locar dues obertures per pis a la façana. Amb l'ornamentació de la façana i en la volada que es dona als balcons i altres obertures es busca establir una ordenació jeràrquica a l'edifici. El principal presenta una balconada seguida. Horitzontalment, s'ha organitzat l'edifici quatre cossos recalcats per una imposta. Particularment interessant és el disseny artístic de la façana: terra cuita i balcons amb mènsules artístiques.
A la façana, organitzada simètricament, hi ha balcons amb marc i llosana de pedra i barrots de ferro forjat. Entre aquells i als extrems laterals, els paraments cecs són travessats verticalment per decoracions de terra cuita, a base de garlandes vegetals i
nimfes, que va des del forjat del segon fins a la balconada del pis principal, amb una separació clara recalcada per dues cornises de pedra. L'últim pis té decoració independent. Destaca al marc dels arcs dels baixos els ressortits motllurats a les portes d'accés. Els baixos són de pedra escairada. L'edifici està coronat per una cornisa per protegir les decoracions.
Cal destacar que adossat al mur posterior (mitgera) de la casa hi ha una columnata tardo-romana composta per columnes formades per elements reutilitzats d'època alto-imperial. La columnata està encastada en els edificis actuals, apareix documentada en la mitgera del carrer Granada i en la paret que separa els núms. 1 del carrer Granada i 7 del carrer de la Portella.
Tot l'interès de la construcció rau en la decoració de terra cuita que orna el parament a banda i banda dels balcons, en la disposició acadèmica dels balcons i en la disposició harmònica amb la resta d'alçats.

## Galeria

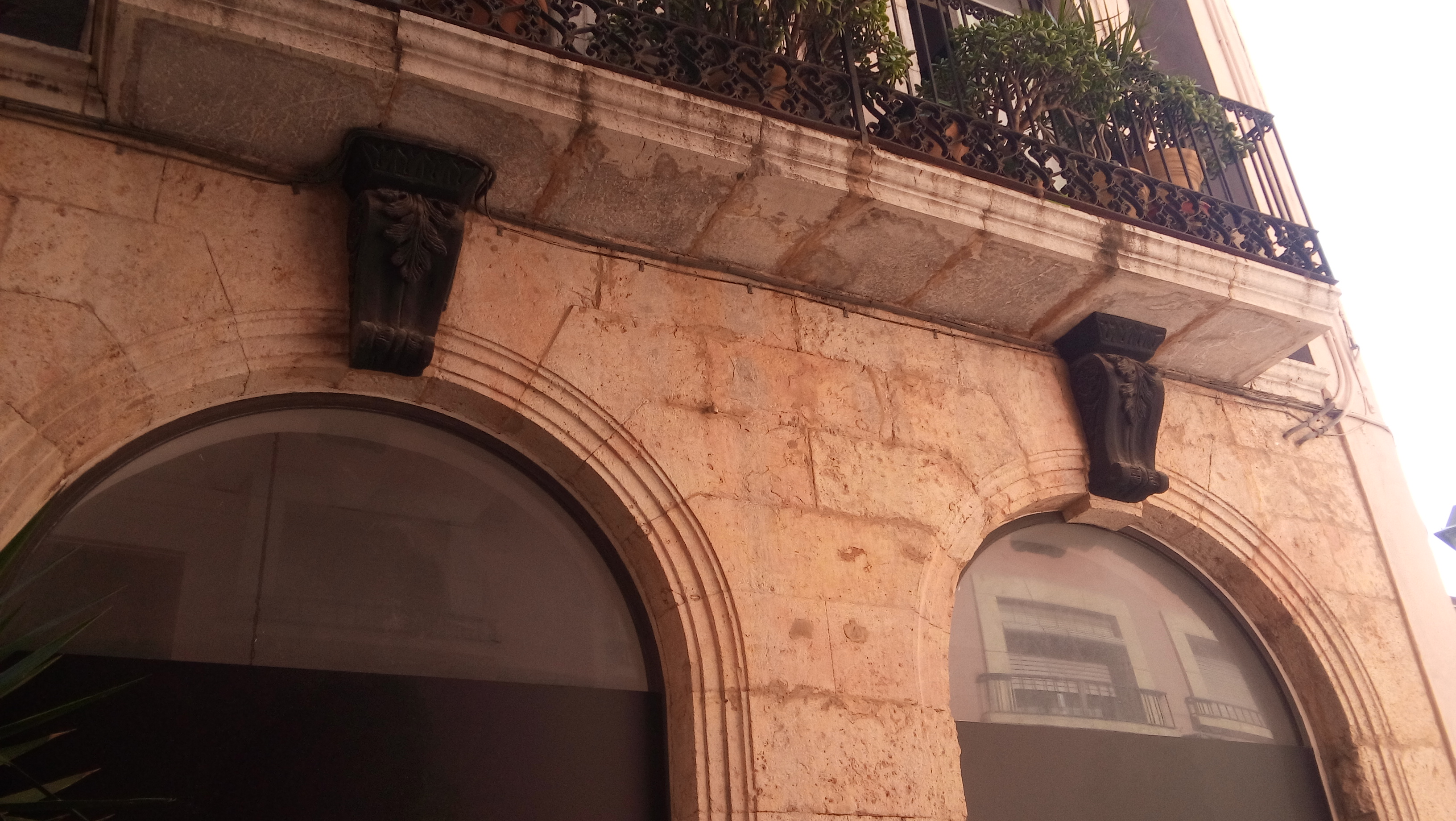
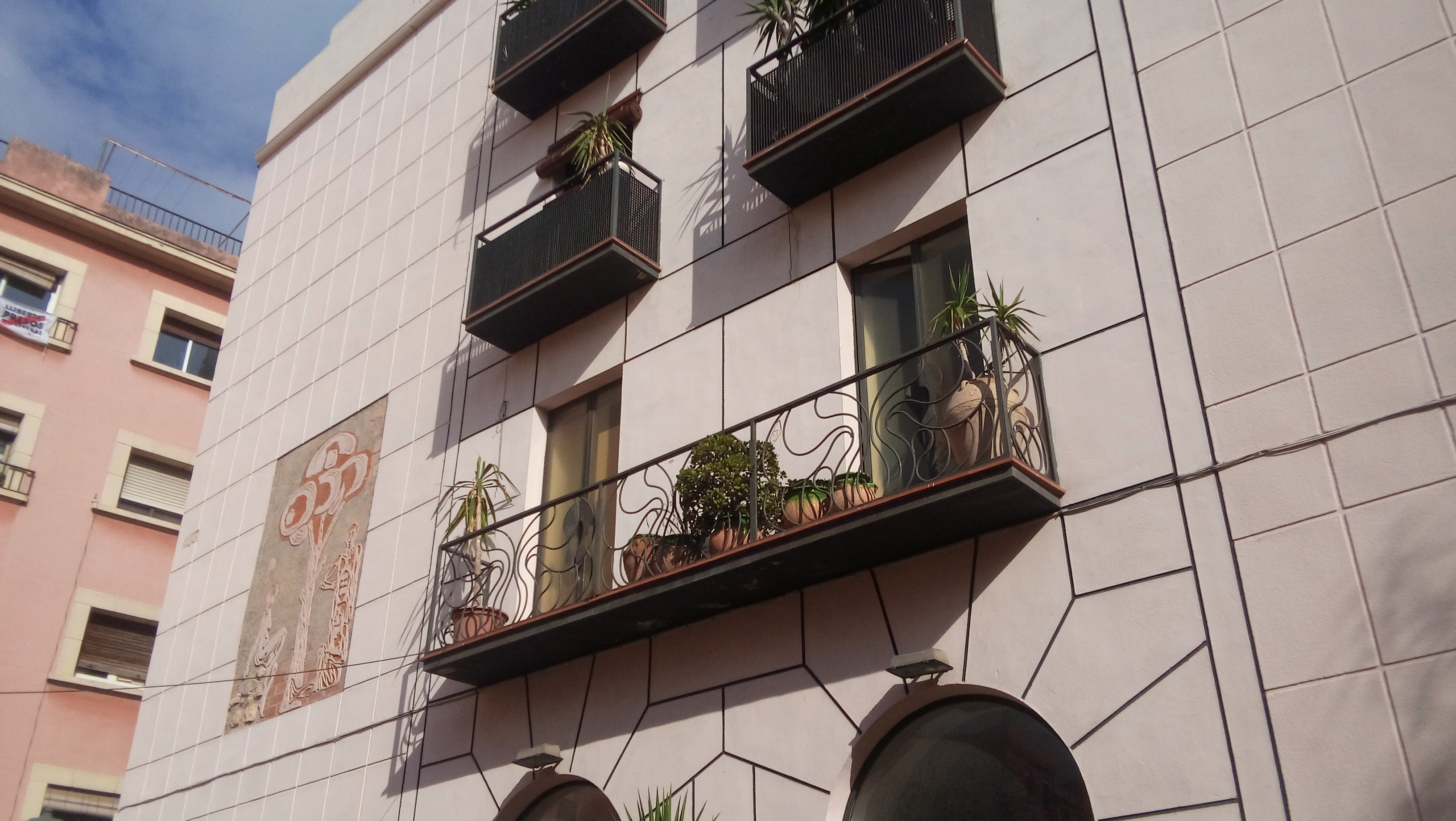
Façana Pl. del Fòrum
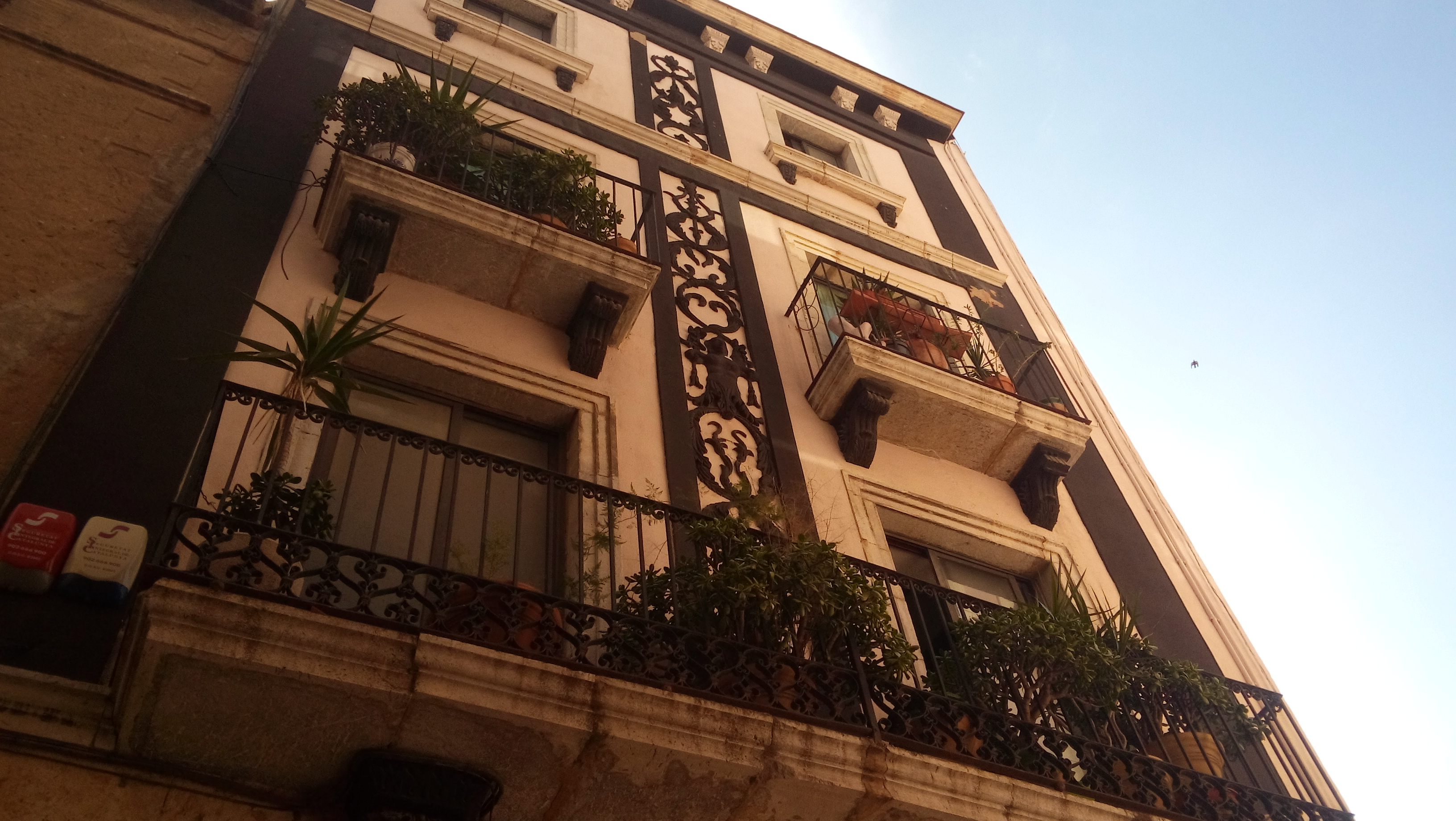
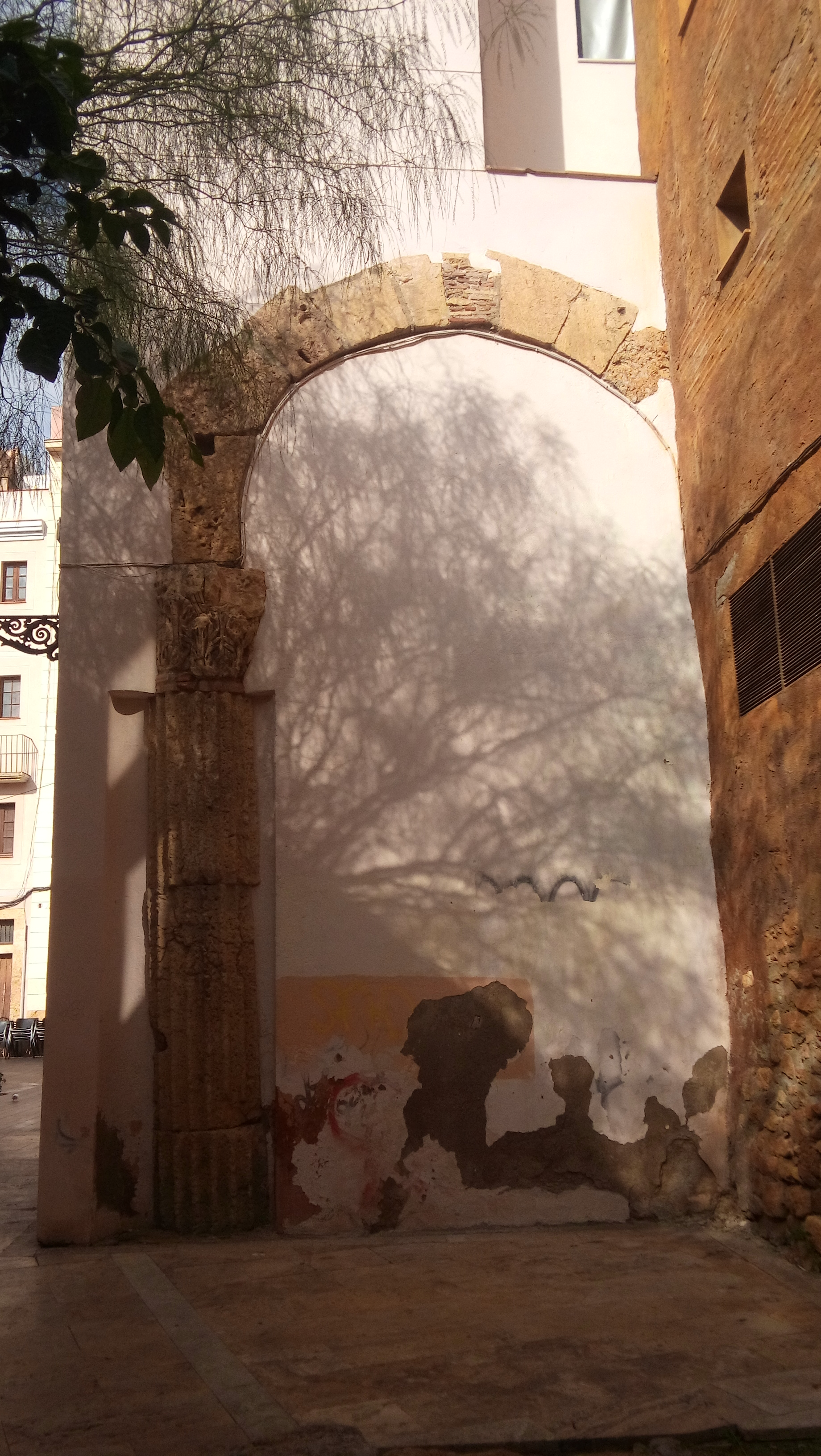
Columnata
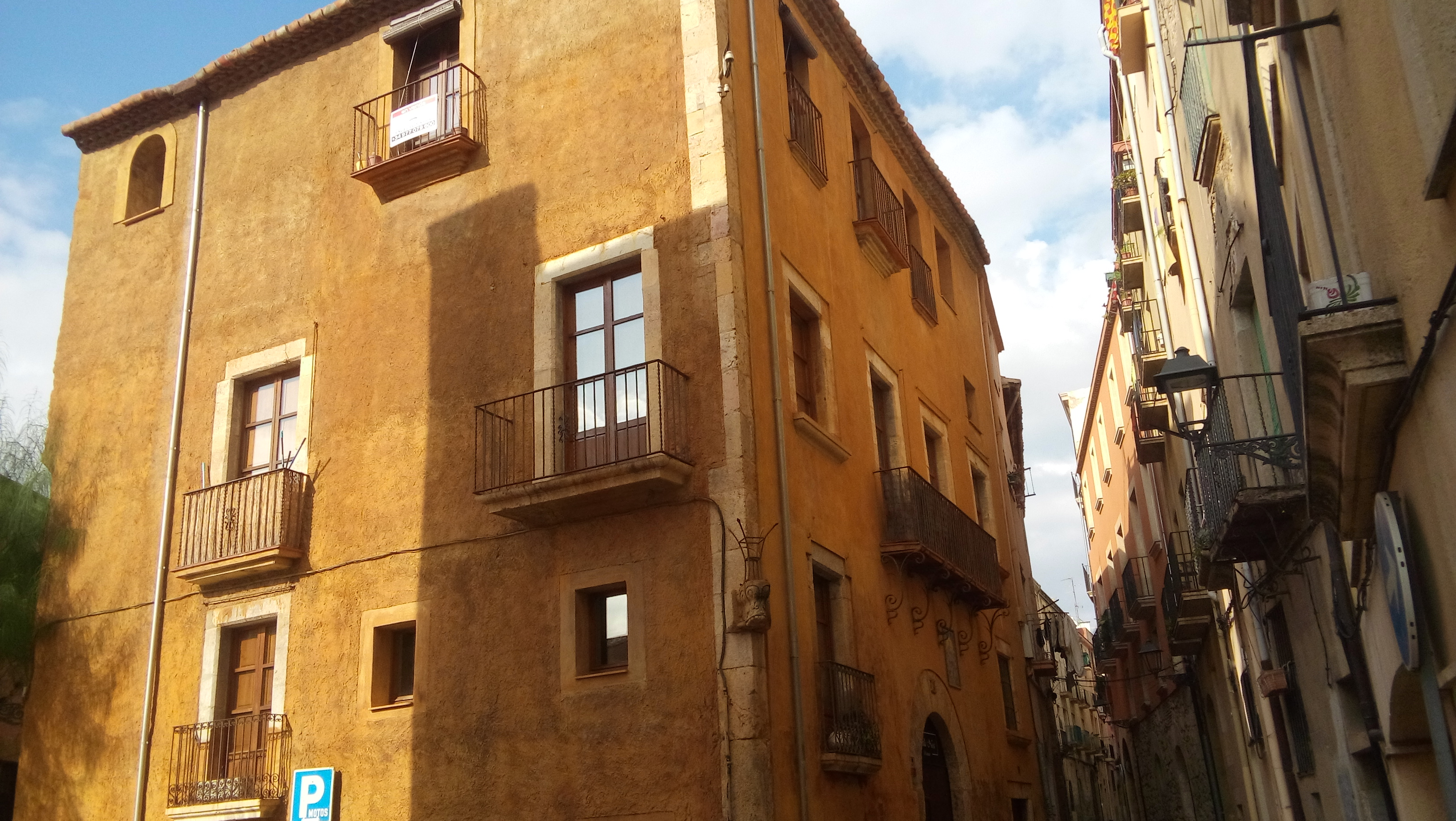
Part del darrere